# ماركينيوس (لاعب كرة قدم مواليد 1997)
ماركينيوس هو لاعب كرة قدم برازيلي، ولد في 26 يناير 1997 في Benevides, Brazil ‏ في البرازيل.

## وصلات خارجية
- ماركينيوس (لاعب كرة قدم مواليد 1997) على موقع قاعدة بيانات كرة القدم.إي يو (الإنجليزية)
- ماركينيوس (لاعب كرة قدم مواليد 1997) على موقع Soccerway.com (الإنجليزية)
- ماركينيوس (لاعب كرة قدم مواليد 1997) على موقع عالم كرة القدم.نت (الإنجليزية)